# James Douglas Jr
James Stuart Douglas Jr (1868-1949), connu sous le nom de Rawhide Jimmy, est un homme d'affaires de l'industrie minière canadien et américain.

## Biographie
James Douglas Jr est le fils de James Douglas, un homme d'affaires et ingénieur de l'industrie minière canadien. Né au Québec, Jimmy Douglas a grandi à Phoenixville en Pennsylvanie où son père gérait la Chemical Copper Company. Il a quitté la maison familiale à l'âge de 17 ans et a déménagé au Manitoba. Il a par la suite déménagé dans le Territoire de l'Arizona pour des raisons de santé.
Il a commencé sa carrière dans l'industrie minière lorsqu'il déménagea Bisbee en Arizona à la demande de son père pour travailler en tant qu'essayeur (en) pour la mine de Copper Queen.
En 1892, il déménagea à Prescott en Arizona pour travailler pour la Commercial Mining Company, une filiale de la compagnie minière Phelps Dodge. Huit ans plus tard, il fut transféré dans l'État de Sonora au Mexique pour gérer la mine de cuivre et la fonderie à Pilares et à Nacozari. Il a également dirigé la construction du chemin de fer de Douglas en Arizona à Nacozari. Plus tard, il déménagea à Cananea également dans l'État de Sonora pour y gérer les opérations des mines de cuivre.
En 1939, James Douglas pris sa retraite au Canada où il mourut en 1949 à cause d'une crise cardiaque.

## Annexe